# Epidryos
Epidryos, biljni rod iz porodice Rapateaceae smješten u tribus Saxofridericieae, dio potporodice Saxofridericioideae. Sastoji se od 4 vrste epifita iz tropske Južne Amerike i Paname.
Rod je opisan u Taxon 11: 57. 1962.

## Vrste
1. Epidryos allenii (Steyerm.) Maguire; tip.; Panama.
2. Epidryos guayanensis Maguire
3. Epidryos matheusii Sch.Rodr. & A.S.Flores
4. Epidryos micrantherus (Maguire) Maguire